# العلاقات البليزية القطرية
العلاقات البليزية القطرية هي العلاقات الثنائية التي تجمع بين بليز وقطر.

## مقارنة بين البلدين
هذه مقارنة عامة ومرجعية للدولتين:
| وجه المقارنة                                              | بليز         | قطر           |
| --------------------------------------------------------- | ------------ | ------------- |
| المساحة (كم2)                                             | 22.97 ألف    | 11.44 ألف     |
| عدد السكان (نسمة)                                         | 374.68 ألف   | 2.64 مليون    |
| الكثافة السكانية (ن./كم²)                                 | 16.31        | 230.77        |
| العاصمة                                                   | بلموبان      | الدوحة        |
| اللغة الرسمية                                             | لغة إنجليزية | اللغة العربية |
| العملة                                                    | دولار بليزي  | ريال قطري     |
| الناتج المحلي الإجمالي (بليون دولار)                      | 1.84 مليار   | 167.61 مليار  |
| الناتج المحلي الإجمالي (تعادل القوة الشرائية) بليون دولار | 3.05 مليار   | 316.40 مليار  |
| الناتج المحلي الإجمالي الاسمي للفرد دولار أمريكي          | 4.88 ألف     | 73.65 ألف     |
| الناتج المحلي الإجمالي للفرد دولار أمريكي                 | 8.42 ألف     | 141.54 ألف    |
| مؤشر التنمية البشرية                                      | 0.715        | 0.850         |
| رمز المكالمات الدولي                                      | +501         | +974          |
| رمز الإنترنت                                              | .bz          | .qa           |
| المنطقة الزمنية                                           | 00           | ت ع م+03:00   |

## منظمات دولية مشتركة
يشترك البلدان في عضوية مجموعة من المنظمات الدولية، منها:
| علم المنظمة | اسم المنظمة                        | تاريخ انضمام بليز | تاريخ انضمام قطر |
| ----------- | ---------------------------------- | ----------------- | ---------------- |
|             | يونسكو                             | 10 مايو 1982      | 27 يناير 1972    |
|             | وكالة ضمان الاستثمار متعدد الأطراف | 29 يونيو 1992     | 22 أكتوبر 1996   |
|             | الأمم المتحدة                      | 25 سبتمبر 1981    | 21 سبتمبر 1971   |
|             | الاتحاد البريدي العالمي            | ?                 | ?                |
|             | البنك الدولي للإنشاء والتعمير      | 19 مارس 1982      | 25 سبتمبر 1972   |
|             | الاتحاد الدولي للاتصالات           | 16 ديسمبر 1981    | 27 مارس 1973     |
|             | منظمة حظر الأسلحة الكيميائية       | ?                 | ?                |
|             | مؤسسة التمويل الدولية              | 19 مارس 1982      | 11 أكتوبر 2008   |
|             | منظمة التجارة العالمية             | ?                 | ?                |
|             | منظمة الشرطة الجنائية الدولية      | ?                 | ?                |

## وصلات خارجية
- موقع وزارة الخارجية البليزية
- موقع وزارة الخارجية القطرية